# Nungali
Nungali är ett utdött australiskt språk. Nungali talades i Nordterritoriet. Nungali tillhörde den djamindjunganska språkfamiljen.